# L'Île des komodos géants
Pour plus de détails, voir Fiche technique et Distribution.
L'Île des komodos géants (The Curse of the Komodo) est un film américain réalisé par Jim Wynorski, sorti en 2004.

## Synopsis
Des expériences génétiques sur des varans de Komodo les rendent gigantesques. Il appartient à un petit groupe de personnes de les neutraliser.

## Fiche technique
- Titre : L'Île des komodos géants
- Titre original : The Curse of the Komodo
- Réalisation : Jim Wynorski
- Scénario : Steve Latshaw
- Production : Sam A. Hasass, Gregory Pyros, Susan Pyros, Alison Semenza et Jim Valdez
- Société de production : Royal Oaks Entertainment Inc.
- Musique : Neal Acree
- Photographie : Andrea V. Rossotto
- Montage : Michael Kuge
- Décors : Steve Ralph
- Costumes : Bonnie Stauch
- Pays d'origine : États-Unis
- Format : Couleurs - 1,85:1 - Dolby Digital - 35 mm
- Genre : Aventure, horreur et science-fiction
- Durée : 92 minutes
- Dates de sortie : 9 avril 2004 (sortie vidéo Japon), 13 avril 2004 (sortie vidéo États-Unis)

## Distribution
- Tim Abell : Jack
- Melissa Brasselle : Tiffany
- William Langlois : le professeur Nathan Phipps
- Gail Harris : le docteur Dawn Porter
- Paul Logan : Drake
- Glori-Anne Gilbert : Rebecca
- Ted Monte : Hanson
- Cam Newlin : Reece
- J.P. Davis : Blake
- Jay Richardson : Foster
- Arthur Roberts : le directeur du casino
- Richard Gabai : Jeffries
- Daryl Haney : Finton
- Scott Fresina : l'invité de l'hôtel
- George Buck Flower : le caissier

## Autour du film
- Le tournage s'est déroulé sur l'île de Kauai, ainsi qu'à Los Angeles.
- Après s'être rencontrés sur Beauté interdite (1995), L'Île des komodos géants marque la seizième collaboration entre l'actrice Melissa Brasselle et le cinéaste Jim Wynorski, qui retravailleront par la suite sur Manipulation meurtrière (1995), Demolition High (1996), Desert Thunder, Storm Trooper (1998), Commando d'élite (2000), Péril du feu, Raptor, Sex Attraction (2001), Treasure Hunt, Cheerleader Massacre ou More Mercy (2003).
- Jim Wynorski remettra en scène dès l'année suivante des dragons de Komodo dans Komodo vs Cobra (2005).